# Isaac P. Walker
Isaac P. Walker (Wheeling, 1815. november 2. – Milwaukee, 1872. március 29.) az Amerikai Egyesült Államok szenátora (Wisconsin, 1848–1855).